# Tweede Kamerverkiezingen 1977/Kandidatenlijst/NVU
De kandidatenlijst voor de Tweede Kamerverkiezingen 1977 van de Nederlandse Volks-Unie (NVU) was als volgt:

## De lijst
1. Joop Glimmerveen - 32.065 stemmen
2. J.P.C.J. Hagenbeek - 270
3. F. Zoetmulder - 508
4. R. Dellevoet - 231
5. J. Both - 360

CDA · PvdA · VVD · PPR · CPN · D'66 · DS'70 · SGP · Boerenpartij · GPV · PSP · RKPN · DAC · Federatie Bejaardenpartijen Nederland · Partij van de Belastingbetalers · SP · NVU · Verbond tegen Ambtelijke Willekeur · Europese Conservatieve Unie · Lijst 18 (kieskring IX) · KENml · RPF · NMP · Lijst 22
1977 · 1981 · 1982